# Mi Sheberach

Bildliche Darstellung der Mi-Sheberach-Tonleiter (Erläuterung)

Die Mi Sheberach-Tonleiter (auch Mi schebberach oder Misheberakh, hebräisch מִי שֶׁבֵּרַךְ) ist eine heptatonische Moll-Tonleiter, die in der Klezmer-Musik verwendet wird. Sie wird auch Ukrainische Moll-Skala genannt. Mi Sheberach bedeutet „Er, der gesegnet hat“ und ist der Anfang eines jüdischen Gebets, das am Sabbatmorgen in der Synagoge vorgetragen wird.
Die Tonleiter wird gebildet, indem man von der dorischen Tonleiter ausgehend die 4. Stufe um einen Halbton erhöht, wodurch einerseits ein Leitton zur 5. Stufe entsteht, andererseits eine übermäßige Sekunde zwischen der 3. und 4. Stufe, die der Tonleiter ihre Charakteristik verleiht.
Mi Sheberach, Phrygisch-dominante Tonleiter und Harmonisches Moll sind auf die ähnliche Art und Weise verwandt, wie die Kirchentonarten miteinander verwandt sind:
.......D-ef--g♯a-hc-D........... (Mi Sheberach)

.........Ef--g♯a-hc-d-E......... (Phrygisch-dominante (spanische oder jüdische) Tonleiter)

...............A-hc-d-ef--g♯A... (Harmonisches Moll)

## Hörbeispiel
Tonleiter in C-Misheberakhⓘ